# Ren Hang
Ren Hang (chiń. 任航, ur. 23 lutego 1989 w Shenyangu) – chiński piłkarz grający na pozycji lewego obrońcy. Od 2011 jest zawodnikiem klubu Jiangsu Suning.

## Kariera piłkarska
Swoją karierę piłkarską Ren Hang rozpoczął w klubie Changsha Ginde. W 2007 roku awansował do pierwszego zespołu i w sezonie 2007 zadebiutował w jego barwach w Super League. W Changsha Ginde grał do 2010 roku.
W 2011 roku Ren Hang został piłkarzem klubu Jiangsu Suning, zwanym wówczas Jiangsu Shuntian. Swój debiut w nim zaliczył 3 kwietnia 2011 w przegranym 0:2 domowym meczu z Beijing Guo’an. W sezonie 2012 wywalczył z nim wicemistrzostwo Chin. W 2015 roku wystąpił w wygranym finałowym dwumeczu Pucharu Chin z zespołem Shanghai Greenland (0:0, 1:0).
| Sezon | Klub                    | Kraj  | Rozgrywki    | Mecze | Gole |
| ----- | ----------------------- | ----- | ------------ | ----- | ---- |
| 2007  | Changsha Ginde          | Chiny | Super League | 3     | 0    |
| 2008  | Changsha Ginde          | Chiny | Super League | 24    | 0    |
| 2009  | Changsha Ginde          | Chiny | Super League | 21    | 0    |
| 2010  | Changsha Ginde          | Chiny | Super League | 10    | 0    |
| 2011  | Jiangsu Shuntian        | Chiny | Super League | 27    | 1    |
| 2012  | Jiangsu Shuntian        | Chiny | Super League | 30    | 1    |
| 2013  | Jiangsu Shuntian        | Chiny | Super League | 20    | 0    |
| 2014  | Jiangsu Guoxin-Shuntian | Chiny | Super League | 25    | 1    |
| 2015  | Jiangsu Guoxin-Shuntian | Chiny | Super League | 26    | 2    |
| 2016  | Jiangsu Suning          | Chiny | Super League |       |      |

## Kariera reprezentacyjna
W reprezentacji Chin Hang Ren zadebiutował 18 czerwca 2014 roku w wygranym 2:0 towarzyskim meczu z Macedonią. W 2015 roku został powołany do kadry Chin na Puchar Azji 2015. Zagrał na nim w trzech meczach: grupowych z Uzbekistanem (2:1), z Koreą Północną (2:1) i ćwierćfinałowym z Australią (0:2).